# Renaud cante el' Nord
Albums de Renaud
Marchand de cailloux
(1991) À la Belle de Mai
(1994)
Renaud cante el’ Nord est le 10e album studio de Renaud, sorti en 1993.
Il est composé de chansons en picard du bassin minier du Nord-Pas-de-Calais. Certaines des chansons ont été composées par Edmond Tanière ou Simon Colliez. L'album a été récompensé par une Victoire de l'album de musiques traditionnelles en 1994.

## Thème
Au cours des six mois de tournage de Germinal, Renaud a pu découvrir le folklore des gens du bassin minier du Nord-Pas-de-Calais et, par amour de ces gens qu'il considère d'une grande générosité, a décidé de le chanter. L'album lui vaut sa première Victoire de la musique en 1994 dans la catégorie « Album de musique traditionnelle » et se vend à 350 000 exemplaires, alors que Renaud pensait qu'il n'intéresserait que les gens du Nord.

## Titres
| 1.    | Tout in haut de ch’terril | 4:43 |
| 2.    | El pinsionnée             | 4:02 |
| 3.    | Ch’méneu d’quévaux        | 2:26 |
| 4.    | Les Tomates               | 3:32 |
| 5.    | Le Tango du cachalot      | 3:40 |
| 6.    | Adieu ch’terril d’Rimbert | 4:06 |
| 7.    | Eun’ goutt’ ed’ jus       | 3:07 |
| 8.    | M’lampiste                | 4:15 |
| 9.    | Y'in a qu’pour li         | 3:50 |
| 10.   | Les Molettes              | 3:47 |
| 11.   | I bot un d’mi             | 2:51 |
| 12.   | Dù qu'i sont ?            | 3:46 |
| 44:05 |                           |      |

## Musiciens
- Renaud : chant
- Cyrille Wambergue : piano
- Jean-Louis Roques : accordéon
- Yves Torchinsky : contrebasse
- Didier Roussin : guitares
- Guy Gilbert : batterie, chœurs
- Simon Colliez : chœurs
- Pascal Beclin : chœurs
- Yul Eisbrenner : chœurs
- Marc Lys : trombone
- Gilles Cagin : saxophones
- Florian Cadoret : clarinette
- Maurice Dalle : scie musicale sur Dù qui sont
- Fred Savinien-Caprais : percussions sur Eun’ goutt’ ed’ jus
- Thomas Davidson Noton : harmonium sur Adieu ch’terril d’Rimbert et piano punaise sur Les Molettes

## Classements
| Pays   | Meilleure position |
| ------ | ------------------ |
| France | 69                 |

## Certification
| Pays          | Certification | Équivalence/Ventes |
| ------------- | ------------- | ------------------ |
| France (SNEP) | Platine       | 300,000            |